# Павловское городское поселение (Ленинградская область)
Па́вловское городско́е поселе́ние — муниципальное образование в Кировском районе Ленинградской области.
Административный центр — посёлок Павлово.
Глава муниципального образования — Ковш Константин Владимирович. Глава администрации — Залитко Владимир Петрович.

## Местоположение
Павловское городское поселение расположено на западе Кировского района.
Граничит:
- на севере — со Всеволожским районом Ленинградской области и Кировским городским поселением
- на востоке — со Мгинским городским поселением
- на юге и западе — с Отрадненским городским поселением

По территории поселения проходят автодороги:
- 41К-121 (Санкт-Петербург — Кировск)
- 41А-004 (Павлово — Мга — Луга)

Расстояние от административного центра поселения до районного центра — 9 км.

## История
1 января 2006 года в соответствии с областным законом № 100-оз от 29 ноября 2004 года «Об установлении границ и наделении соответствующим статусом муниципального образования Кировский муниципальный район и муниципальных образований в его составе» образовано Павловское городское поселение, в которое вошли посёлок Павлово и территории, подчинённые поселковой администрации.

## Население
| 2006  | 2010  | 2011  | 2012  | 2013  | 2014  | 2015  |
| ----- | ----- | ----- | ----- | ----- | ----- | ----- |
| 3800  | ↘3683 | ↗3692 | ↗3715 | ↗3885 | ↘3737 | ↘3720 |
| 2016  | 2017  | 2018  | 2019  | 2020  | 2021  | 2023  |
| ↘3650 | ↗3653 | ↗3659 | ↗3691 | ↗3725 | ↗3808 | ↘3754 |
| 2024  | 2025  |       |       |       |       |       |
| ↘3725 | ↗3730 |       |       |       |       |       |

## Состав городского поселения
В соответствии с областным законом от 29.11.2004 № 100-оз в состав городского поселения входят:
| № | Населённый пункт | Тип населённого пункта      | Население    |
| - | ---------------- | --------------------------- | ------------ |
| 1 | Горы             | деревня                     | ↗286 (2017)  |
| 2 | Дачное           | посёлок                     | ↗39 (2017)   |
| 3 | Новинка          | посёлок                     | ↘122 (2017)  |
| 4 | Павлово          | пгт, административный центр | ↘3252 (2025) |

## Экономика
В экономике МО Павловское городское поселение по состоянию на 01.01.2011 года было занято 1,28 тыс. чел. (34% численности населения поселения).
На территории поселения зарегистрировано 28 предприятий и организаций (на 2008 год).
Сельскохозяйственных предприятий нет.
Промышленное производство представлено производством строительных материалов и пищевой продукции.
Градообразующим промышленным предприятием городского поселения является ОАО «Павловский завод строительных материалов», который специализируется на производстве силикатного кирпича. Завод был образован в 1931 году. На сегодняшний день мощности предприятия позволяют выпускать до 100 млн. шт. условного кирпича в год.
Производством металлоконструкций на территории поселения занимается предприятие ЗАО «Капри», которое функционирует с 1993 года.
С 2003 года на территории поселения функционирует предприятие пищевой промышленности — ООО «Кондитерская фабрика «ФинТур».
Организация ЗАО «Спецдорстрой», специализируется на строительстве и ремонте дорог.
Согласно данным паспорта муниципального образования на территории поселения функционирует 17 предприятий малого бизнеса.